# V tichu
V tichu (littéralement en français En silence), est un film slovaque-tchèque de 2014 réalisé par Zdeněk Jiráský (cs). 
Il s'agit du deuxième long métrage du réalisateur après son premier film, Poupata en 2011. Ce drame s'inspire de la situation des musiciens juifs pendant la Seconde Guerre mondiale. Les personnages principaux sont la ballerine Alice Flachová, le pianiste, chef d'orchestre et musicien Karol Elbert (cs), le compositeur, chef d'orchestre, pianiste, historien de la musique et directeur musical Arthur Chitz (de), la pianiste Edith Kraus (de) et le groupe de chant Comedian Harmonists.
Le film a été présenté en avant-première au Festival du film de Karlovy Vary. Il a remporté trois prix principaux au 7e Festival du film du Kosovo et deux prix principaux au Festival du film de Phoenix aux États-Unis, et a également été inclus dans les sections de compétition des festivals de Chicago, Pussan (Corée du Sud), et de Thessalonique, en Grèce. L'avant-première de la distribution a eu lieu le 15 octobre 2014 à la Městská knihovna v Praze (cs) (Bibliothèque municipale de Prague) dans le cadre d'une exposition itinérante de cinématographie slovaque contemporaine, et le film est sorti en salles un jour plus tard,. Il a eu sa première télévisée dans l'émission ČT art (cs) le 6 mai 2015.

## Fiche technique
- Durée : 84 minutes
- Genre : drame
- Réalisation : Zdeněk Jiráský
- Scénario : Zdeněk Jiráský
- Production : Livia Filusová
- Musique : Martin Hasák
- Caméra : Michal Černý
- Son : Daniel Němec

## Distribution
- Judit Bárdos : Edith Kraus
- Ján Gallovič (cs) : Arthur Chitz
- Jan Čtvrtník : Karol Elbert
- Valéria Stašková : Alice Flachová
- Kristína Svarinská : Eliška
- Laco Hrušovský
- Dana Košická
- Ondřej Rychlý
- Jan Komínek
- Evženie Nízká
- Štefan Capko
- Vladimír Polívka